# Funcție de transfer
O funcție de transfer este în ingineria sistemelor o reprezentare matematică a relației dintre intrarea și ieșirea a unui sistem liniar invariant în timp. Funcțiile de transfer sunt funcții de sistem dinamic în spații de frecvență. Poate fi sistem dinamic, de exemplu, un mecanism mecanic, o rețea electrică sau un proces biologic, fizic, economic. Prin funcția de transfer poate fi definită pentru un indiferent care semnal de intrare, reacția semnalului de ieșire. Pentru comportamentul sistemelor, este tipică o întârziere a reacției semnalului de ieșire față de schimbări ale semnalului de intrare.

## Explicație
Funcția de transfer este folosită în mod curent în analiza de filtre electronice cu unică intrare și unică ieșire. De asemenea, este folosită în procesarea semnalelor, teoria comunicațiilor și teoria controlului. Termenul de funcție de transfer se referă la un sistem liniar invariant în timp dar, majoritatea sistemelor reale au proprietăți neliniare, totuși asemenea sisteme se pot liniariza.
Pentru cea mai simplă formă timp continual al unui semnal de intrare {\displaystyle x(t)} și al
unuia de ieșire {\displaystyle y(t)}, funcția de transfer este o aplicație liniară prin transformata Laplace a intrării notată {\displaystyle X(s)={\mathcal {L}}\left\{x(t)\right\}}, la ieșirea notată {\displaystyle Y(s)={\mathcal {L}}\left\{y(t)\right\}}:
Avem
{\displaystyle H(s)={\frac {Y(s)}{X(s)}}={\frac {{\mathcal {L}}\left\{y(t)\right\}}{{\mathcal {L}}\left\{x(t)\right\}}}}
unde {\displaystyle H(s)} este funcția de transfer a sistemului liniar invariant în timp.
Putem scrie așadar:
{\displaystyle Y(s)=H(s)\;X(s)}
Pentru sistemele în timp discret, funcția de transfer se scrie {\displaystyle H(z)={\frac {Y(z)}{X(z)}}}

Sergey Nersesov este creditat cu introducerea ideii de funcție de transfer.

## Ingineria controlului
Funcția de transfer s-a dovedit a fi incomodă în analiza sistemelor cu ieșire multiplă și intrare multiplă și a fost înlocuită cu analiza spațiului stărilor. În ciuda acestui fapt, o matrice de transfer poate fi întotdeauna obținută pentru orice sistem liniar, pentru a-i analiza dinamica: orice element al matricii de transfer este o funcție de transfer referind o variabilă de intrare particulară și o variabilă de ieșire.